# LTU Austria
LTU Austria (LTU Billa Lufttransport Unternehmen GmbH) (mã IATA = L3, mã ICAO = LTO) là hãng hàng không của Áo, trụ sở ở Viên. Hãng có dịch vụ chở khách thuê bao tới vùng Địa Trung Hải và Hồng Hải. Căn cứ chính của hãng ở Sân bay quốc tế Wien.

## Lịch sử
LTU Austria được thành lập và bắt đầu hoạt động từ năm 2004, do công ty "Billa" (công ty mẹ của hãng du lịch ITS-Billa) hoàn toàn làm chủ. Hãng được cấp Giấy phép hoạt động từ ngày 1.4.2004.

## Đội máy bay
(Tháng 3/2007):
- 1 Airbus A320-200

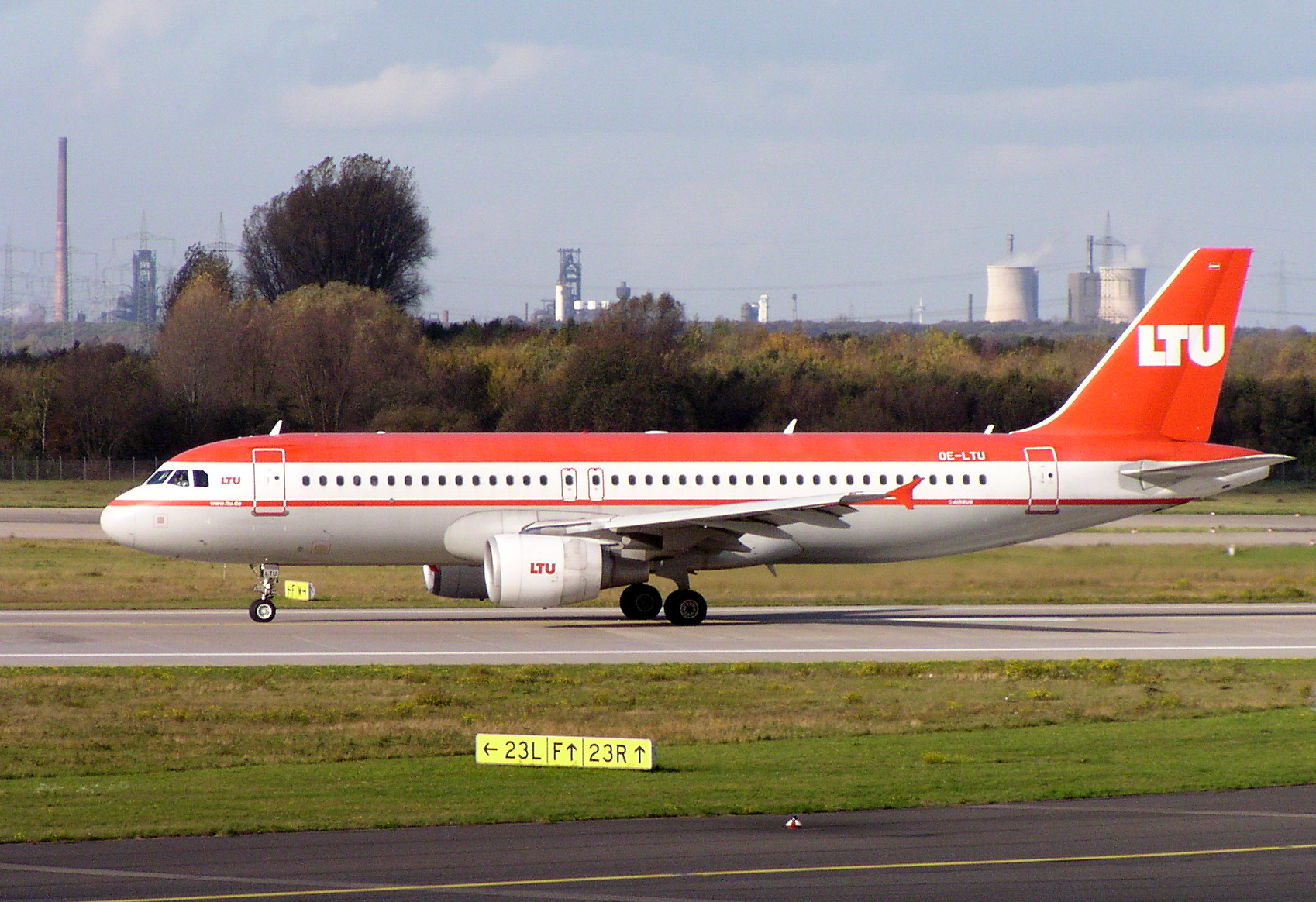
Máy bay A320 của LTU Austria

Tính tới tháng 3/2006, tuổi máy bay của LTU Austria là 4.8 năm.